# Рахимбеков, Толеутай Сатаевич
Толеутай Сатаевич Рахимбеков (каз. Төлеутай Сатайұлы Рақымбеков; р. 19 июля 1964) — казахстанский политик, доктор экономических наук (2005), с 2019 года председатель правления НАО «Национальный аграрный научно-образовательный центр». Участвовал в Президентских выборах Казахстана 2019 года от Народно-демократической патриотической партии «Ауыл».

## Биография
Рахимбеков родился в 1964 году в ауле Атасу в Карагандинской области (современная Жанаарка, Улытауская область). В 1986 году он окончил Казахский национальный аграрный университет со степенью в механической инженерии, позже в 2001 году закончил Карагандинский государственный университет со степенью юриста. В 2014 году окончил Евразийский национальный университет мастером в строительстве. Происходит из подрода тока рода куандык племени аргын.[страница?]

### Карьера
После окончания Казахского национального аграрного университета Рахимбеков был там младшим научным сотрудником, аспирантом до 1987 года. С этого же года работал инженером, мастером, старшим мастером, старшим инженером-технологом Жанааркинского райотдела «Сельхозтехника». С 1989 по 1992 год — аспирант Всероссийского научно-исследовательского института электрификации сельского хозяйства.
С 1992 года Рахимбеков был директором МЧП «Жазира» и «Дана МЧП», президентом АО «ДанаБизнес Центр малого и среднего бизнеса», генеральным директором ТОО «Жезказганский региональный центр малого и среднего бизнеса» до назначения заместителем акима города Сатбаева. С 2001 года Рахимбеков работал доцентом Джезказганского государственного университета, а с 2002 года — заведующим кафедрой, директором Департамента анализа и государственного регулирования развития АПК и сельской местности, директором Департамент продуктов переработки сельскохозяйственной продукции, таможенно-тарифной политики и ВТО, директор Департамента регулирования аграрных рынков Минсельхоза. В 2006 году Рахимбеков стал директором Департамента транспортной политики и международного сотрудничества Министерства транспорта и коммуникаций. С июля 2007 г. по январь 2009 г. — Президент АО «КазАгроИнновация».
В марте 2009 года Рахимбеков был назначен советником вице-премьер-министра РК и работал до ноября 2009 года председателем правления АО «Казахстанский центр модернизации и развития жилищно-коммунального хозяйства». В декабре 2009 года был назначен в должности заместителя акима Карагандинской области, где занимал эту должность до 2011 года. В июле 2013 года Рахимбеков стал председателем правления Объединения юридических лиц «Национальная палата жилищно-коммунального хозяйства и строительства Республики Казахстан», 2016 г. — директор Центра сельскохозяйственных компетенций «Атамекен» Национальной палаты предпринимателей Республики Казахстан.
5 апреля 2017 года Рахимбеков был назначен заместителем министра сельского хозяйства. Он занимал этот пост до увольнения 25 июля 2017 года. С сентября 2017 года Рахимбеков был профессором кафедры финансов Казахского агротехнического университета им. Сакена Сейфуллина, до 15 апреля 2019 года — председателем правления Национального аграрного научно-образовательного центра.

### Участие в выборах 2019 года
25 апреля 2019 года, после объявления о внеочередных президентских выборах, Народно-демократическая патриотическая партия «Ауыл» выдвинула Толеутая Рахимбекова собственным кандидатом. Он был зарегистрирован 6 мая.
В своей предвыборной кампании Рахимбеков делал большой фокус на развитии агрокультуры. Он считал, что только когда фермеры и учёные начнут использование инновационных технологий, Казахстан может стать агрокультурным государством и одним из главных поставщиков экологически чистых продуктов по всему миру. Он также говорил о улучшении здравоохранения и образования, а также о сохранении духовных и национальных ценностей. На выборах Рахимбеков Толеутай набрал 3,04 % голосов, заняв четвёртое место.

### После-выборная карьера
17 июля 2019 года Рахимбеков был назначен членом Национального совета общественного доверия при Президенте Республики Казахстан. С 4 февраля 2020 года — член Центра анализа мониторинга социально-экономических реформ при президенте.